# Этмисль
Этмисль (нем. Etmißl) — коммуна в Австрии, в федеральной земле Штирия. 
Входит в состав округа Брук-на-Муре.  Население составляет 517 человек (на 31 декабря 2005 года). Занимает площадь 32,0 км². Официальный код  —  60205.

## Политическая ситуация
Бургомистр коммуны — Йохан Йобстман (СДПА) по результатам выборов 2005 года.
Совет представителей коммуны (нем. Gemeinderat) состоит из 9 мест.
- СДПА занимает 6 мест.
- АНП занимает 3 места.